# Segundo Encuentro Lésbico Feminista de Latinoamérica y el Caribe
El Segundo Encuentro Lésbico Feminista de Latinoamérica y el Caribe fue un evento realizado en abril de 1990 en la ciudad de San José, capital de Costa Rica, que reunió a activistas feministas lesbianas de toda la región.

## Antecedentes
Tras la celebración en 1987 del Primer Encuentro Lésbico Feminista de Latinoamérica y el Caribe en Cuernavaca, México, la organización decidió que la siguiente convocatoria se haría en Perú, pero por el contexto de violencia del conflicto armado interno, y el asesinato de homosexuales y travestis por las campañas de limpieza social de los grupos terroristas operantes en el país, la sede fue cambiada a Costa Rica.

## El encuentro
El evento se inauguró el 11 de abril de 1990 en una quinta alquilada en Ciudad Colón, bajo la organización del grupo lésbico Las entendidas. Se decidió esta fecha aprovechando las vacaciones de Semana Santa para que pudiesen asistir la mayor cantidad de mujeres.
Las fechas del evento fueron difundidas por la agencia Fempress y fue así como la prensa costarricense se hizo eco de la noticia. Inmediatamente el arzobispo Román Arrieta Villalobos condenó el evento. Así mismo, las autoridades, a través del ministerio de Gobernación y Seguridad Pública, dirigido por Antonio Álvarez Desanti, ordenó a todos los consulados que se denegase visados a mujeres que viajasen sin acompañantes, mientras que se rechazara el ingreso al país de cualquier mujer que viajara sola. El ministerio también advirtió a las aerolíneas que serían estas empresas quienes asumirían el gasto de repatriación de las expulsadas por ser sospechosas de asistir al encuentro.
Durante el evento se realizaron actividades y debates que se centraron en el análisis de diversas situaciones que afectaban a las mujeres lesbianas: la maternidad, el empoderamiento, el feminismo y los derechos a la existencia y a la libre reunión. Debido a las amenazas, debieron destruir parte del material producido durante el encuentro. Se planificó la salida segura de las asistentes, ya que la finca sufrió ataques.
Sin embargo, a pesar del éxito de la convocatoria, se arrastró el desencuentro del primer evento, donde el comité organizador fue criticado por ciertos asuntos organizativos y por la participación de mujeres estadounidenses chicanas y de raíces latinas, que fueron señaladas de un supuesto poder económico.